# Спомен-биста Борисава Станковића на Калемегдану
Спомен-биста Борисава Станковића је споменик у Београду. Налази се на Калемегдану у општини Стари град.

## Опште карактеристике
Спомен-биста Станковића подигнута је 1976. године и дело је српског вајара Небојше Митрића. Бора Станковић (Врање, 31. март 1876 — Београд, 22. октобар 1927) био је српски приповедач, романсијер, драматичар и један од најзначајнијих писаца српског реализма. Рођен је у Врању и врло рано је остао без родитеља, па га је одгајила мајка његовог оца, баба Злата. Завршио је Правни факултет у Београду 1902. године.